# PU Большого Пса
PU Большого Пса (лат. PU Canis Majoris) — карликовая новая, двойная катаклизмическая переменная звезда типа SU Большой Медведицы (UGSU) в созвездии Большого Пса на расстоянии приблизительно 532 световых лет (около 163 парсеков) от Солнца. Видимая звёздная величина звезды — от +16,2m до +11m.

## Характеристики
Первый компонент — аккрецирующий белый карлик спектрального класса pec(UG).